# 가오슝 (배우)
가오슝(중국어: 高雄, 병음: Gāoxióng 가오슝[*], 한자음: 고웅, 월병: Gou1 hung4 고훙[*], 본명: 허야오선, 중국어: 何耀深, 병음: Hé yào shēn 허야오선[*], 한자음: 하요심, 영어: Eddy Ko 에디 코[*])은 홍콩의 남성 연극배우, 영화배우다.

## 생애
중화민국 광둥성 중산에서 출생하여 지난날 한때 중화인민공화국 광둥성 광저우에서 잠시 유아기를 보낸 적이 있고 훗날 일가족과 함께 홍콩으로 이주한 그는 1956년 아역 연극배우 첫 데뷔하였고 이후 1969년 영화 《군자검(君子劍)》으로 영화배우 데뷔하였으며 1975년 영화 《여도범(女逃犯)》에 주연, 이 영화로 영화 무술감독 데뷔하였고 1980년부터는 텔레비전 드라마에도 출연하기 시작하였다.

## 출연작

### 영화
- 동방불패2
- 마션
- 공작왕